# Möwenbach
Möwenbach är ett vattendrag i Antarktis. Det ligger i Sydshetlandsöarna. Argentina, Chile och Storbritannien gör anspråk på området. Möwenbach ligger vid sjön Kiteschbach.